# Duisburgo
Duisburgo (em alemão: Duisburg, AFI: [ˈdyːsbʊʁk], ouvirⓘ) é uma cidade alemã na parte ocidental da região do Ruhr na Renânia do Norte-Vestfália. É um distrito metropolitano independente em Regierungsbezirk Düsseldorf. O porto de Duisburgo é o maior porto seco na Europa. Há uma universidade na cidade que foi fundida com a Universidade de Essen em 2003 para formar a Universidade de Duisburg-Essen.
Duisburgo é uma cidade independente (Kreisfreie Städte) ou distrito urbano (Stadtkreis), ou seja, possui status de distrito (kreis).